# Richard Miller (stempedagoog)
Richard Miller (9 april 1926 - 5 mei 2009) was een Amerikaans operatenor en stempedagoog .
Hij was professor zang aan het muziekconservatorium van het Oberlin College en schreef talrijke boeken over zangtechniek en stempedagogie. Miller zong als tenor recitals, oratoriums en vele operapartijen in Europa en de Verenigde Staten. Miller gaf ook 28 jaar les aan de Internationale Mozarteumzomeracademie in Salzburg en gaf lezingen aan de conservatoria van Parijs en Marseille.

## Werken
- National Schools of Singing (Scarecrow, 1977, reissued 1997)
- The Structure of Singing (Schirmer Books/Macmillan, 1986)
- Training Tenor Voices (Schirmer Books/Macmillan, 1993)
- On the Art of Singing (Oxford University Press, 1996)
- Singing Schumann: An Interpretive Guide for Performers (Oxford University Press, 1999)
- Training Soprano Voices (Oxford University Press, 2000)
- Solutions for Singers: Tools for Performers and Teachers (Oxford University Press, 2004)
- Securing Baritone, Bass-Baritone, and Bass Voices (Oxford University Press, 2008)